# Violent Allies
Violent Allies es el noveno álbum de estudio de la banda estadounidense 10 Years. Fue lanzado el 18 de septiembre de 2020. Su primer sencillo, "The Shift", fue lanzado antes del álbum en mayo de 2020.
El título del álbum, Violent Allies, tiene un significado de duelo, que representa tanto la fuerte determinación de la banda de trabajar juntos para crear un álbum significativo, como una alusión a la división presente en los problemas sociales y políticos modernos.

## Lista de canciones
| N.º | Título              | Duración |  |
| 1.  | «The Shift»         | 3:01     |  |
| 2.  | «The Unknown»       | 3:01     |  |
| 3.  | «Waiting»           | 3:39     |  |
| 4.  | «Deja Vu»           | 2:40     |  |
| 5.  | «Without You»       | 3:30     |  |
| 6.  | «Cut the Cord»      | 2:49     |  |
| 7.  | «Planets III»       | 2:26     |  |
| 8.  | «Sleep in the Fire» | 3:09     |  |
| 9.  | «I Wish»            | 3:31     |  |
| 10. | «Start Again»       | 2:58     |  |
| 11. | «Planets IV»        | 3:30     |  |
| 12. | «Say Goodbye»       | 4:10     |  |

## Personal
- Jesse Hasek - voz
- Matt Wantland - guitarra
- Brian Vodinh - guitarra, bajo, batería, teclados, programación, coros